# Arroyoformatie
De Arroyoformatie is een geologische formatie in Texas. De formatie bewaart fossielen die teruggaan tot het Kungurien van het Perm. Ze is het onderste deel van de Clear Fork Group, onderdeel van een reeks fossielhoudende Permlagen in het zuiden van de Verenigde Staten, bekend als de Rode Bedden.

## Geologie
De Arroyoformatie is het oudste en meest oostelijke onderdeel van de Clear Fork Group. Ze strekt zich uit in noordoostelijke richting van Concho County tot ver naar het noorden tot Wilbarger County. Ten noorden van de Red River in Oklahoma, is de equivalente formatie de bovenste Garberformatie en grotafzettingen van Richards Spur (voorheen Fort Sill).

### Zuidelijk gebied
De Arroyoformatie werd benoemd door Beede en Waite (1918). De typelocatie was een reeks mariene kalksteen-, schalie- en gipsafzettingen die aan  het oppervlak komen in Los Arroyos (voorheen Los Arroyo), een specifieke arroyo in Runnels County, een paar mijl ten westen van Ballinger. Wrather (1917) observeerde dezelfde geologische reeks in Taylor County, hoewel hij het de Abileneformatie noemde, een bezette naam die werd verworpen door Beede en Waite (1918). Aanvankelijk plaatsten Beede en Waite (1918) de Arroyoformatie voorlopig in de Wichita (of Albany) Stage / Group, in plaats van de bovenliggende Clear Fork Stage / Group. Latere auteurs, te beginnen met Sellars (1932), hebben de Arroyoformatie beschouwd als het basale deel van de Clear Fork Group. Olson (1989) noemde het gedeelte van de Arroyoformatie onder de Salt Fork Brazos River het 'zuidelijke gebied', in tegenstelling tot het uitgebreid bestudeerde 'klassieke gebied' verder naar het noorden.
Afzettingen in het 'zuidelijke gebied' die ten noorden van Runnels County zijn gevonden, bevatten een reeks terrestrische moddersteenlagen, afgewisseld met verschillende duidelijke intervallen van mariene kalksteen, waarvan er vier zijn benoemd. Deze vier kalksteenintervallen zijn, van stratigrafisch laag naar hoog, de Rainey, Lytle, Kirby Lake en Standpipe Limestones. De samenstelling en het uiterlijk van deze kalksteen kan variabel zijn, waarbij sommige plaatsen fijnkorrelige lagen hebben en andere praktisch marien conglomeraat zijn. Deze vier kalksteenlagen blijven niet in het geheel van het 'zuidelijke gebied' bestaan, aangezien de standpijpkalksteen net ten noorden van Abilene eindigt. Dit maakt het moeilijk om de grens tussen de Arroyo en Valeformatie ten noorden van Taylor County te onderscheiden, waar deze zich kort na de top van de Standpipe-kalksteen voordoet.
De kalksteenlagen zijn vaak fossielhoudend en bewaren fossielen van zowel mariene organismen als een herwerkte terrestrische fauna. Een divers assortiment van paleoniscoïde vistanden en schubben en tweekleppige schelpen zijn verreweg de meest voorkomende fossielen. Wormenholen en ostracoden komen ook veel voor. Tetrapode resten omvatten Dimetrodon-tanden, ongewoon kleine Lysorophus (Brachydectes) wervels, schedelfragmenten van de kleine Diplocaulus en Trimerorhachis, enkele Eryops-componenten en fragmenten van verschillende microsauriërs, mogelijk toe te wijzen aan Pantylus, Microbrachis en / of Pelodosotis. De meeste botten zijn van kleine dieren, waarschijnlijk vanwege de tafonomische selectie dat ze eenvoudiger door water te transporteren zijn. Dit is ook een mogelijke reden waarom gevonden tanden van de zoetwaterlongvis Gnathorhiza veel kleiner en zeldzamer zijn dan die van terrestrische afzettingen. Captorhinus, een veel voorkomend klein dier in het 'klassieke gebied', is eigenaardig genoeg afwezig. Haaienresten omvatten tanden van Orthacanthus en hybodonten. Ongewervelde zeedieren behoorden meestal tot ondiep water of niches in estuaria, afgezien van een enkele slecht bewaard gebleven nautiloïde die waarschijnlijk vanuit meer open wateren is binnengedreven.
Fossielen uit terrestrische afzettingen (zoals stroomconglomeraat of rode moddersteen) zijn zeldzaam in het zuidelijke gebied, slechts op een handvol locaties in Haskell County en het zuidwesten van Baylor County. Deze fossielen zijn waarschijnlijk afkomstig uit een later interval van de Arroyoformatie, een segment dat verder naar het zuiden tussen het Kirbymeer en de Standpipe-kalksteenlagen zou liggen. De fauna is vergelijkbaar met die van het 'klassieke gebied', waarbij de fossielen van Diplocaulus, Dimetrodon en Orthacanthus de meest voorkomende zijn en Eryops en Diadectes ook bekend zijn, zij het van veel meer fragmentarische overblijfselen.

### Noordelijk ('klassiek') gebied
Tussen de Salt Fork Brazos en Red River, bewaart de Arroyoformatie een terrestrisch ecosysteem van overstromingsvlakten dat te vinden is in ontsluitingen in de provincies Baylor, Wilbarger en Wichita. Dit gebied, dat Olson (1989) het 'klassieke gebied' noemde, is uitgebreid bestudeerd vanwege de fossielen van planten en dieren in het Perm. De delen van de Arroyoformatie die in dit gebied zijn blootgelegd, behoren tot de geoxideerde Perm-sedimenten die gezamenlijk de Rode Bedden van Texas en Oklahoma worden genoemd. Ze worden vertegenwoordigd door rode klei, leisteen en modderstenen, met af en toe lagen zandsteen of conglomeraat, evenals verspreide carbonaatknobbeltjes die steeds vaker voorkomen in jongere niveaus. Sommige van de zandsteenlagen hebben informele namen gekregen, zoals de Red Tank en Brushy Creek Sandstone Members. Kalksteenlagen zijn zeldzaam in vergelijking met het 'zuidelijke gebied' en de diagnostische Taylor County-lagen zijn schijnbaar afwezig ten noorden van de Salt Fork, hoewel er een dolomietlaag is gemeld die mogelijk equivalent is aan de Rainey- of Lytle-kalksteen. Van deze dolomietlaag, informeel de Craddock-dolomiet genoemd, is bekend dat hij zowel plantafdrukken als voetafdrukken van geleedpotigen en tetrapoden bewaart.
Met de afwezigheid van de karakteristieke Standpipe-kalksteen van het 'zuidelijke gebied', zijn de rode Arroyo-bedden in het 'klassieke gebied' op puur geologische basis moeilijk te onderscheiden van de bovenliggende Valeformatie. Een soortgelijk probleem verduistert de grens tussen de Vale- en Choza-formaties, met de afwezigheid van de Bullwagon Dolomite die de twee verder naar het zuiden scheidt. Dientengevolge maken sedimentologen over het algemeen geen onderscheid tussen de samenstellende formaties van de Clear Fork Group en geven ze er de voorkeur aan deze noordelijke rode bedden de Clear Fork-formatie te noemen. Onder dit systeem zou de Arroyoformatie ongeveer gelijk zijn aan de informele Lower Clear Fork-formatie.
Olson (1958) probeerde een informele geologische grens tussen de Arroyo en Vale te maken op basis van de aanwezigheid van een gelijkmatige rode schalie- of moddersteenlaag. Deze laag wordt gevonden langs een noordoostelijk georiënteerde lijn die het Clear Fork-gebied in het westelijke deel van Baylor County doorsneed. Deze gelijkmatige laag, zo betoogde hij, werd gevormd door langzame, brakke stromen in een laaglanddelta dicht bij zeeniveau. Daarom kan hun aanwezigheid het gevolg zijn geweest van dezelfde mariene transgressie die verantwoordelijk is voor de Standpipe-kalksteen verder naar het zuiden. Onder deze hypothese zou de Vale-formatie kunnen worden gevonden in stratigrafisch hogere gebieden ten westen van de lijn, en de Arroyoformatie zou zich ten oosten van de lijn bevinden. Desalniettemin gaf Olson toe dat deze grens onnauwkeurig was vanwege de variabele diepte van de schalie en de variërende topografie van het omringende landschap.
Het 'klassieke gebied' van de Arroyoformatie is een van de sterkst fossielhoudende delen van de Texas Red Beds en wordt door paleontologen typisch onderscheiden van de omliggende formaties op basis van faunaverschillen. Er is een groot aantal vindplaatsen bekend met overvloedige planten- of dierenresten. De dier-dragende vindplaatsen behoren tot de meest diverse Vroeg-Perm tetrapode verzamelingen ter wereld, met talrijke overblijfselen van 'amfibieën', "pelycosauriërs" (zoogdierverwanten), Chondrichthyes (haaien) en eureptielen. De laatste en grootste bekende soort van edaphosauriden, Edaphosaurus pogonias, is bekend van de Arroyo, en de familie stierf kort daarna uit. Andere "pelycosauriërs", waaronder Secodontosaurus, Varanosaurus en verschillende soorten Dimetrodon, waren overvloedig aanwezig, hoewel de rijkste verzameling aan Dimetrodon-fossielen werd bewaard in de Vale en Choza-formaties. Captorhiniden waren de meest voorkomende eureptielen in de Arroyo, vertegenwoordigd door basale taxa zoals Captorhinus en Labidosaurus. Captorhiniden ervoeren een taxonomische omwenteling aan het begin van de Valeformatie, aangezien geavanceerde taxa zoals Labidosaurikos en Captorhinikos zich afsplitsten of evolueerden uit basale captorhiniden kort na de rode leisteen-grens tussen de twee formaties. De eerste exemplaren van het tengere eureptiel Araeoscelis werden ontdekt in het Craddock Bonebed, een van de meest productieve Arroyoformatie-locaties in Baylor County. Aquatische 'amfibieën' zoals Diplocaulus, Trimerorhachis en Eryops komen vaak voor. Landbewonende 'amfibieën' zoals Seymouria, Diadectes, microsauriërs en verschillende dissorophoïden (Acheloma, Broiliellus, Aspidosaurus, enzovoorts) waren ook aanwezig. Veel van deze landbewonende 'amfibieën' hebben de Valeformatie niet overleefd. In het middelste deel van de Arroyoformatie komen veel gravende Brachydectes, Gnathorhiza en Diplocaulus voor, wat waarschijnlijk wijst op een periode met een droger klimaat dan de vroege of late Arroyo. De meest voorkomende haaienresten behoren tot Orthacanthus platypternus, hoewel tanden van Xenacanthus luederensis ook bekend zijn van enkele vroege Arroyo-vndplaatsen.

## Paleobiota

### Lepospondylen
| Geslacht       | Soort            | Opmerking | Afbeeldingen |
| -------------- | ---------------- | --- | ------------ |
| Brachydectes   | B. elongatus     | Een lysorophide die op sommige plaatsen veel voorkomt. Historisch toegewezen aan Lysorophus tricarinatus                                                                          |              |
| Cardiocephalus | C. sternbergi    | Een gymnarthride microsauriër |              |
| Crossotelos    | C. annulatus     | Een urocordylide lid van de Nectridea |              |
| Diplocaulus    | D. brevirostris  | Zeldzaam |              |
| Diplocaulus    | D. copei         | Onbepaald, waarschijnlijk een jonger synoniem van D. magnicornis |              |
| Diplocaulus    | D. limbatus      | Jonger synoniem van D. magnicornis |              |
| Diplocaulus    | D. magnicornis   | Een overvloedig diplocaulide lid van de Nectridea |              |
| Diplocaulus    | D. primigenius   | Kan synoniem zijn met D. magnicornis |              |
| Euryodus       | E. primus        | Een gymnarthride microsauriër |              |
| Goniocara      | G. willistoni    | Een onbepaalde gymnarthride microsauriër bekend van schedelfragmenten. Aanvankelijk genaamd Goniocephalus                                                                         |              |
| Gymnarthrus    | G. willoughbyi   | Jonger synoniem van Cardiocephalus sternbergi. |              |
| Micraroter     | M. erythrogeois  | Een ostodolepide microsauriër die mogelijk aanwezig was op basis van BPI 3839, een goed bewaard gebleven schedel en skelet die mogelijk aan het geslacht kunnen worden toegewezen |              |
| Ostodolepis    | O. brevispinatus | Een ostodolepide microsauriër |              |
| Pantylus       | P. coicodus      | Een fragmentarische microsauriër. Kan synoniem zijn met Pantylus cordatus, of er helemaal niets mee te maken hebben                                                               |              |
| Pelodosotis    | P. elongatum     | Een ostodolepide microsauriër |              |
| Permoplatyops  | P. parvus        | Ook bekend als Diplocaulus pusillus en Platyops parvus. Jonger synoniem van Diplocaulus magnicornis                                                                               |              |
| Quasicaecilia  | Q. texana        | Een brachystelechide microsauriër. Typeplaats onbekend, mogelijk afkomstig uit de Arroyoformatie                                                                                  |              |

### Temnospondylen
| Geslacht       | Soort            | Opmerking                                    | Afbeeldingen |
| -------------- | ---------------- | -------------------------------------------- | ------------ |
| Acheloma       | A. cumminsi      | Een trematopide                              |              |
| Acheloma       | A. willistoni    | Een trematopide                              |              |
| Acheloma       | A. casei         | Jonger synoniem van Isodectes obtusus        |              |
| Alegeinosaurus | A. aphthitos     | Jonger synoniem van Aspidosaurus chiton      |              |
| Aspidosaurus   | A. chiton        | Een dissorophide                             |              |
| Aspidosaurus   | A. peltatus      | Jonger synoniem van Dissorophus multicinctus |              |
| Broiliellus    | B. arroyoensis   | Een dissorophide                             |              |
| Cacops         | C. aspidephorus  | Een dissorophide                             |              |
| Dasyceps       | D. micropthalmus | Een zatrachydide                             |              |
| Dissorophus    | D. multicinctus  | Een dissorophide                             |              |
| Eobrachyops    | E. townendae     | Jonger synoniem van Isodectes obtusus        |              |
| Eryops         | E. megacephalus  | Een veel voorkomende eryopide                |              |
| Isodectes      | I. obtusus       | Een dvinosauriër                             |              |
| Isodectes      | I. megalops      | Jonger synoniem van Isodectes obtusus        |              |
| Trimerorhachis | T. insignis      | Een veel voorkomende dvinosauriër            |              |
| Trimerorhachis | T. mesops        | Zeldzaam                                     |              |
| Trimerorhachis | T. conangulus    | Jonger synoniem van Isodectes obtusus        |              |
| Trimerorhachis | T. greggi        | Kan afstammen van T. insignis                |              |

### Seymouriamorpha
| Geslacht       | Soort          | Opmerking                                 | Afbeeldingen |
| -------------- | -------------- | ----------------------------------------- | ------------ |
| Desmospondylus | D. anomalus    | Jonger synoniem van Seymouria baylorensis |              |
| Seymouria      | S. baylorensis |                                           |              |

### Diadectomorpha
| Geslacht  | Soort           | Opmerking      | Afbeeldingen |
| --------- | --------------- | -------------- | ------------ |
| Diadectes | D. tenuitectens | Een diadectide |              |

### Synapsida
| Geslacht        | Soort             | Opmerking                                             | Afbeeldingen |
| --------------- | ----------------- | ----------------------------------------------------- | ------------ |
| Casea           | C. broilii        | Een caseide                                           |              |
| Dimetrodon      | D. giganhomogenes | Een sphenacodontide                                   |              |
| Dimetrodon      | D. grandis        | Een sphenacodontide                                   |              |
| Dimetrodon      | D. kempae         | Twijfelachtig                                         |              |
| Dimetrodon      | D. loomisi        | Een sphenacodontide                                   |              |
| Edaphosaurus    | E. pogonias       | Een edaphosauride                                     |              |
| Secodontosaurus | S. obtusidens     | Een sphenacodontide                                   |              |
| Tetraceratops   | T. insignis       | Een geavanceerde "pelycosauriër" of vroege therapside |              |
| Trichasaurus    | T. texensis       | Een caseide                                           |              |
| Varanops        | V. brevirostris   | Een varanopide                                        |              |
| Varanosaurus    | V. acutirostris   | Een ophiacodontide                                    |              |

### Eureptilia
| Geslacht     | Soort        | Opmerking | Afbeeldingen |
| ------------ | ------------ | --- | ------------ |
| Araeoscelis  | A. grandis   | Een araeoscelidide diapside                                                                                               |              |
| Captorhinus  | C. aguti     | Een captorhinide |              |
| Ectocynodon  | E. incisivus | Jonger synoniem van Captorhinus aguti. Is ook toegewezen aan de microsauriër Pariotichus en de captorhinide Labidosaurus. |              |
| Labidosaurus | A. hamatus   | Een captorhinide |              |